# András Törőcsik
András Törőcsik (hongarès: Törőcsik András)  (Budapest, 1 de maig de 1955 - XIII districte de Budapest, 9 de juliol de 2022) va ser un destacat futbolista hongarès dels anys 70 i 80.
Törőcsik va néixer l'1 de maig de 1955 a Budapest. Fou jugador de diversos clubs hongaresos com l'Ujpest Dozsa o el MTK Budapest. També jugà a França a les files del Montpeller i al Canadà amb el North York Rockets. Amb la selecció de futbol d'Hongria disputà 45 partits entre 1977 i 1984, marcant 12 gols. Representà el seu país a les fases finals de la Copa del Món de 1978 (on fou expulsat contra Argentina) i 1982.

## Trajectòria esportiva
- Ujpest Dozsa
- Montpellier HSC
- Volán SC
- MTK Budapest